# Даутартас, Йонас Йонович
Йонас Йонович Даута́ртас (лит. Jonas Dautartas; 1905—1984) — литовский советский дирижёр, певец.

## Биография
Родился 8 января 1905 года в Ковно (ныне Каунас, Литва). В 1923 году проходил стажировку в Государственном театре, через год был назначен артистом хора и суфлёром. В театре он изучал искусство дирижирования, наблюдая за работой дирижёров Юлия Штарки, Ю. Таллата-Келпши и М. М. Букши. В 1924—1930 годах учился в Каунасской музыкальной школе на уроках пения и контрабаса. В 1924—1944 годах артист хора Государственного театра. В 1944—1947 годах хормейстер и дирижёр Каунасского театра музыкальной комедии, артист хора ГАТОБ ЛССР. Некоторое время руководил любительскими хорами города Каунаса и пел в мужском квартете. В 1947—1968 годах в ГАТОБ Литовской ССР: хормейстер (1952—1953), директор театра (1962—1963), исполняющий обязанности директора (1953—1954). Начальник совета по делам искусств Министерства культуры ЛССР. В 1955, 1960, 1965, 1970 годах консультант по республиканским песенным праздникам, дирижёр, член различных художественных комиссий, председатель или член жюри хоровых осмотров и конкурсов. Подготовил множество оперных хоров иностранных классиков и литовских композиторов.
Умер 11 апреля 1984 года в Вильнюсе (ныне Литва).

## Театральные работы
- 1950 — «Борис Годунов» М. П. Мусоргского
- 1952 — «Князь Игорь» А. П. Бородина
- 1956 — «Пиленай» В. Ю. Кловы
- 1960 — «Дочь» В. Ю. Кловы
- 1959 — «Даля» Б. Дварионаса
- 1963 — «Аида» Дж. Верди
- 1965 — «Город Солнца» А. Рачюнаса
- 1967 — «На распутье» П.-В. Палтанавичюса; «Заблудшие птицы» В. Лаурушаса

## Признание
- Сталинская премия третьей степени (1951) — за оперный спектакль «Борис Годунов» М. П. Мусоргского, поставленный на сцене ГАТОБ Литовской ССР
- Государственная премия Литовской ССР (1960)
- заслуженный деятель искусств Литовской ССР (1954)
- народный артист Литовской ССР (1957)